# عقاب البحر الخطاف
عقاب البحر الخطاف (الاسم العلمي: Harpyhaliaetus)، هو جنس سابق من العقبان. أظهرت الدراسات الحديثة أن العقاب المنعزل يرتبط ارتباطًا وثيقًا بالبيزان السوداء، ولا سيما باز السافانا (Buteogallus meridionalis) وهو أصغر حجمًا وأكثر بنّيًّا ولكنه يشبه إلى حد بعيد عقاب البحر الخطاف. لذلك، دُمج هذا الجنس الآن في جنس البيزان السوداء.
كان يشتمل على الأنواع التالية:
| الصورة | الاسم العلمي              | الاسم الشائع    | التوزيع                                 |
| ------ | ------------------------- | --------------- | --------------------------------------- |
|        | Harpyhaliaetus coronatus  | عقاب تشاكو      | الأرجنتين والبرازيل وباراغواي وبوليفيا  |
|        | Harpyhaliaetus solitarius | عقاب جبلي منعزل | موطنها المكسيك وأمريكا الوسطى والجنوبية |